# Улица Уус
Улица У́ус (эст. Uus tänav — Новая) — улица в историческом районе Старый город Таллина (Эстония). Соединяет улицы Виру и Вяйке Раннавярав. Протяжённость — 541 метр.

## История
Известна с XVII века. Пролегала перед крепостной стеной Таллина, в настоящее время является границей исторического района Старый Таллин. В середине XVII века для защиты города от артиллерийского огня на значительном удалении от старых крепостных стен начали создавать новые, земляные укрепления. На присоединенной к городу новой территории в 1653 году проложили улицу, которую также назвали Новой.
В конце XVII — начале XVIII века здесь были огороды таллинских ремесленников.
С 1880-х годов в помещениях бывшего порохового склада (ныне — д. 37) располагалась первая в истории Эстонии синагога.
В источниках 1907 года упоминается как Земляная улица и Земляничная улица.

## Застройка
Улица имеет историческую застройку.

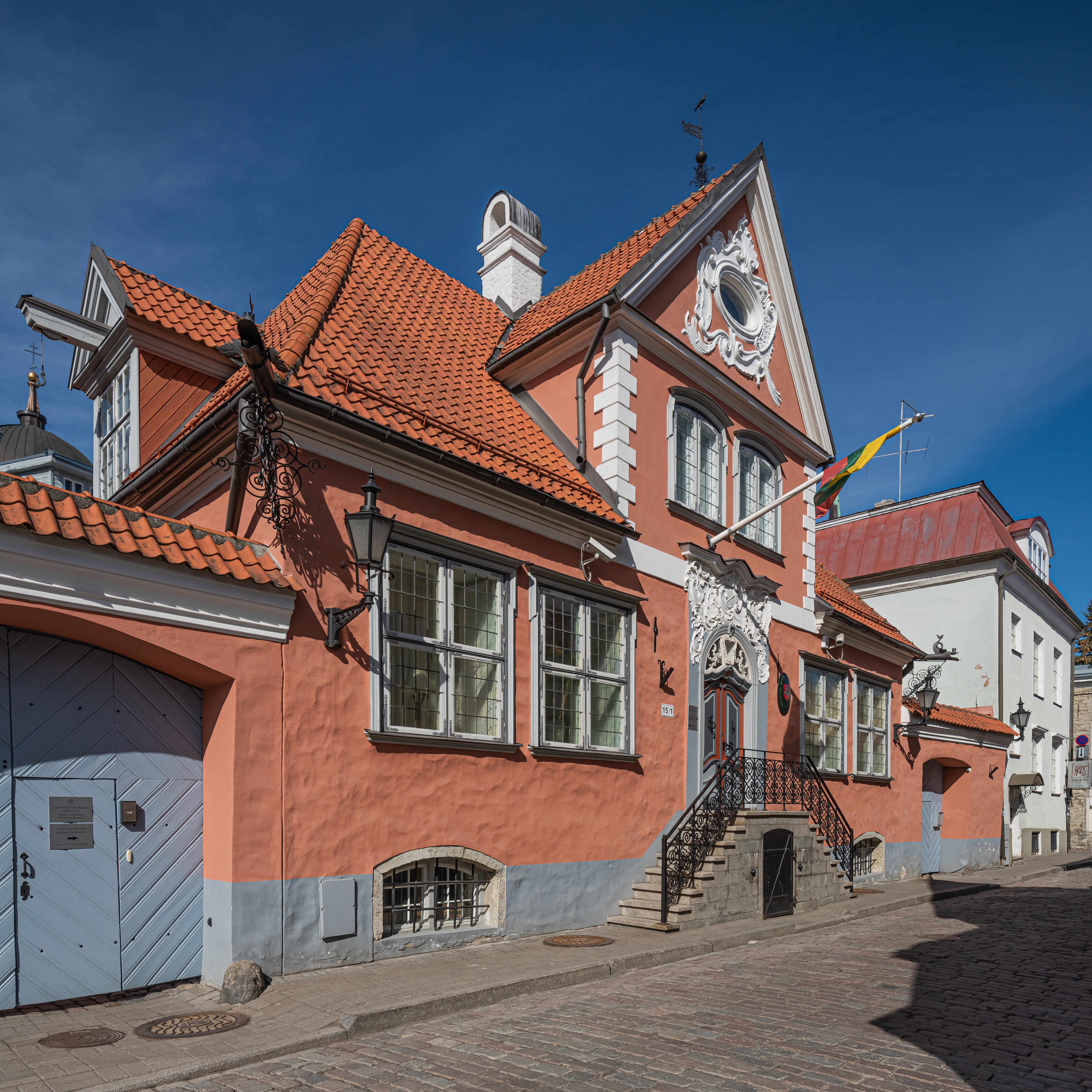
Посольство Литвы

д. 3 — Таллинский Дом кино (1902, архитектор О. Шотт), в советское время — медицинская библиотека.
д. 8 — с 1915 по 1927 год жила известная актриса и педагог Хильда Глезериле (Глезер).
д. 10 — дом служащих Ревельской инженерной команды (1791, архитектор Иоганн Каспар Моор), здесь в 1843—1846 годах у старшего брата Михаила останавливался и жил Ф. М. Достоевский.
д. 14 — на стене дома укреплена резная панель с изображением мрачного всадника, изрекающего фразу: «Если бы зависть и злоба пылали, как огонь, то уголь не был бы настолько дорог».
д. 15 — бывшее здание бракировки конопли (1751), ныне — посольство Литвы, 
д. 16 — (1809, архитектор Карл Энгель), неоднократно перестраивался, восстановлен по сохранившимся описаниям в 1982—1986 годах. Ныне — Таллинский Зал музыки.
д. 19 — (1904—1905, архитектор О. Шотт).
д. 20 — мастерская скульптора Тауно Кангро
д. 21 — пример деревянной жилой застройки Таллина
д. 27 — бывшая кузница

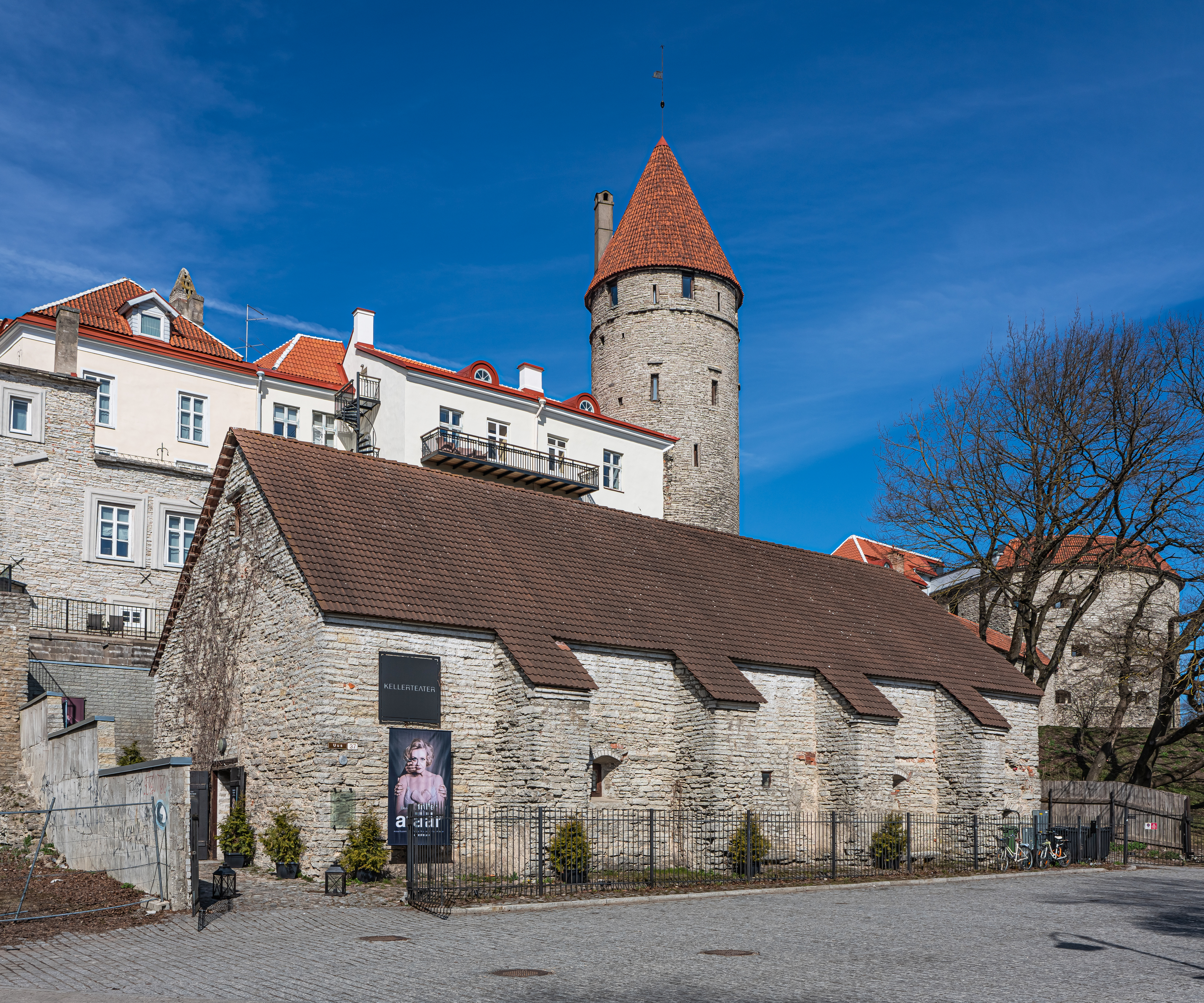
Бывший пороховой склад

д. 37 — бывший пороховой склад (1747—1749, 1750), в 1867 году эстонскими евреями-кантонистами в здании была устроена первая таллинская синагога, ныне — Музей мин (филиал Морского музея Эстонии)

## Достопримечательности
Во дворе своей мастерской на улице (дом № 20) скульптор Тауно Кангро установил скульптуру свинки.
Памятник агенту 007 (у дома № 30, скульптор Тийу Кирсипуу).